# Karel Poma
Karel Emiel Hubert baron Poma (Antwerpen, 14 maart 1920 – Wilrijk, 27 december 2014) was een Belgisch politicus voor de PVV. Hij was tijdens de jaren zeventig en tachtig van de twintigste eeuw een van de belangrijkste politici van de liberale partij. Hij was staatssecretaris voor Milieu in de jaren zeventig, Vlaams cultuurminister in de eerste helft van de jaren tachtig, en ook Kamerlid en senator.

## Levensloop
Karel Poma was een zoon van Carolus Poma.Carolus was luitenant bij de brandweer van Antwerpen, vanaf 1946 gemeenteraadslid in Wilrijk en burgemeester van deze gemeente van 1953 tot 1958. Poma trouwde met Juliana Walgraeve. Ze kregen een zoon en een dochter.
Poma volgde middelbaar onderwijs aan het Koninklijk Atheneum Antwerpen. In 1946 promoveerde hij tot doctor in de scheikunde aan de Rijksuniversiteit Gent en ook behaalde hij een diploma bacteriologie aan de ULB. Van 1945 tot 1971 was hij als scheikundige-bacterioloog in dienst van de Antwerpse Waterwerken (AWW). Van 1979 tot 1990 was hij deeltijds docent aan de Vrije Universiteit Brussel.
Poma was voor en tijdens de Tweede Wereldoorlog reeds actief binnen de liberale beweging in België. Als student was hij lid van de Vlaamsgezinde studentenvereniging 't Zal wel gaan. Hij was een kernlid binnen het LVSV van de universiteit Gent, waar hij onder andere actief was in het verzet tegen de Duitse bezetting en meeschreef aan enkele clandestiene pamfletten. Voor zijn verzetswerk kreeg Poma na de oorlog de Medaille van de Weerstand. Na de Tweede Wereldoorlog werd hij bestuurslid van het LVSV en verantwoordelijk uitgever van Neohumanisme, het maandblad van deze vereniging. Van 1949 tot 1955 was hij tevens bestuurslid van het Nationaal Verbond van de Liberale Jeugd in België. Ook werd hij actief in het Liberaal Vlaams Verbond (LVV), waarvan hij van 1968 tot 1970 de voorzitter was. Hij zorgde in die hoedanigheid onder andere voor de scheiding tussen de liberalen van de Vlaamse PVV en van de Waalse PLPW. Ook was hij in die periode voorstander van de vervlaamsing van de Katholieke Universiteit Leuven. In april 1967 ondertekende hij het Manifest der 31, waarin door politici en academici aangedrongen werd op de overheveling van de Franstalige afdeling van de universiteit naar Wallonië.
In 1961 werd Poma secretaris van de PVV-partijfederatie in het arrondissement Antwerpen. Voor deze partij zetelde hij van 1965 tot 1968 als provinciaal senator voor Antwerpen in de Senaat. Daarna was hij van 1968 tot 1971 gecoöpteerd senator, van 1971 tot 1981 lid van de Kamer van volksvertegenwoordigers voor het arrondissement Antwerpen en van 1981 tot 1985 rechtstreeks gekozen senator. Tijdens zijn parlementaire loopbaan bleef aanvankelijk in dienst bij de AWW, die hij in 1971 als hoofd van het laboratorium verliet. Hij was van 1965 tot 1982 ook gemeenteraadslid in Wilrijk en van 1982 tot 1988 gemeenteraadslid van Antwerpen.
In de periode december 1971-oktober 1980 zetelde hij als gevolg van het toen bestaande dubbelmandaat ook in de Cultuurraad voor de Nederlandse Cultuurgemeenschap, die op 7 december 1971 werd geïnstalleerd. Van september 1977 tot december 1978 en van april 1979 tot 20 oktober 1980 zat hij er de PVV-fractie voor. Vanaf 21 oktober 1980 tot oktober 1985 was hij lid van de Vlaamse Raad, de opvolger van de Cultuurraad en de voorloper van het huidige Vlaams Parlement. Ook in de Vlaamse Raad bleef hij de PVV-fractie voorzitten tot november 1981.
Van 1974 tot 1977 was Poma staatssecretaris voor leefmilieu in de regeringen-Tindemans I, -II en -III, een functie die voor de eerste maal als aparte bevoegdheid aan een lid van de regering werd toevertrouwd. Hij publiceerde twee boeken over het leefmilieu. Ook kreeg hij in oktober 1974 de bevoegdheden Bossen, Jacht en Visvangst, waardoor hij deel uitmaakte van het Ministerieel Comité voor Vlaamse Aangelegenheden.
Tussen 1981 en 1985 was hij vicevoorzitter van de Vlaamse Executieve en minister bevoegd voor cultuur, met onder meer de bevoegdheden schone kunsten, bibliotheekwezen, radio- en tv-beleid, sport, jeugdbeleid, cultureel patrimonium en toegepast wetenschappelijk onderzoek. In die periode ontstonden het Antwerpse MuHKA en het Koninklijk Filharmonisch Orkest van Vlaanderen. Minister Poma zorgde ook voor het voortbestaan van de Antwerpse Zoo en de Bourlaschouwburg. Bovendien saneerde hij de financiën van de Vlaamse Opera en De Brakke Grond en trok hij privésponsors aan voor het Festival van Vlaanderen. Hij doorbrak ook het radiomonopolie van de BRT, dat ervoor zorgde dat vrije radio's legaal konden uitzenden. Er was echter ook kritiek op Poma's cultuurbeleid. Men verweet hem dat hij te weinig voeling had met de kunstsector.
Poma verliet de actieve politiek in 1985, na zijn ambtstermijn als minister. Hij bleef echter tot op hoge leeftijd actief binnen de liberale partij, waar hij vanaf 1993 zetelde in de Statutaire Commissie, de tuchtraad van de VLD. Zo was hij onder andere mede verantwoordelijk voor het gedwongen vertrek van Jean-Marie Dedecker in 2006. Daarnaast was hij lid van het Willemsfonds, vanaf 1986 lid van de raad van beheer van het culturele magazine De Vlaamsche Gids, lid van het Humanistisch Verbond, van 1968 tot 1974 lid en van 1977 tot 1981 voorzitter van de raad van beheer van de VUB, vanaf 1993 voorzitter van de raad van beheer van de Raad voor Inspectie en Begeleiding van de niet-professionele zedenleer, van 1986 tot 1995 voorzitter van de Kamer van Koophandel van België-Luxemburg-Israël en vanaf 1986 voorzitter en vanaf 1991 lid van de raad van beheer van Vrienden van het Museum Hedendaagse Kunst Antwerpen.
In 2006 werd hij in de Belgische erfelijke adel opgenomen met de persoonlijke titel van baron. Op 7 december 2009 werd hij minister van staat. Op 21 juni 2009 ontving hij de Prijs Vrijzinnig Humanisme, die tweejaarlijks wordt uitgereikt door de Humanistisch-Vrijzinnige Vereniging (HVV).
Poma was een bekend vrijmetselaar en publiceerde ook werken over de vrijmetselarij. Eerst was hij lid van Les Elèves de Thémis in Antwerpen, later van Het Truweel en De Geuzen, beide in Antwerpen, alle drie onder het Grootoosten van België. Hij werd ook lid van de loge Trigonum Antwerpen onder de Grootloge van België.

## Publicaties
- Wat men moet weten over het Belgisch liberalisme (1954), samen met Frans Janssens
- Knoeien met ons Leefmilieu (1973)
- Energie en Democratie (1976)
- Actie Vrijmetselaren, een politieke benadering van de moderne vrijmetselarij (1996)
- Een visie op de Grote Architect van het Heelal (1999)
- De Verlichting. Pijler van onze beschaving (2009)
- Student in het verzet. Mijn herinneringen aan de Tweede Wereldoorlog (2010)
- De Verlichting belicht (2014)